# Stephanie Trübel
Stephanie Trübel es una deportista alemana que compitió en vela en la clase 470. Ganó una medalla de plata en el Campeonato Europeo de 470 de 1998.

## Palmarés internacional
| \| Campeonato Europeo \| Campeonato Europeo \| Campeonato Europeo \| Campeonato Europeo \| \| Año \| Lugar \| Medalla \| Clase \| \| ------------------ \| ------------------ \| ------------------ \| ------------------ \| \| 1998 \| Çeşme (Turquía) \| Medalla de plata \| 470 \| |                 |                  |       |
| Campeonato Europeo |                 |                  |       |
| Año | Lugar           | Medalla          | Clase |
| 1998 | Çeşme (Turquía) | Medalla de plata | 470   |